# Nijat Rahimov
Pour les articles homonymes, voir Rahimov.
Nidzhat Rahimov (en kazakh, Ниджат Али оглы Рагимов, Нижат Рахимов, en azéri : Nicat Əli oğlu Rəhimov) est un haltérophile azerbaïdjanais puis kazakh né le 13 août 1993 à Bakou. Il a remporté pour le Kazakhstan la médaille d'or de l'épreuve des moins de 77 kg aux Jeux olympiques d'été de 2016 à Rio de Janeiro. Cependant en 2022, il est suspendu 8 ans à la suite de récidives de manquements de contrôle antidopage. La sanction débute à partir de mars 2016 et par conséquent Rahimov est déchu de son titre olympique.

## Palmarès

### Jeux olympiques
- Haltérophilie aux Jeux olympiques d'été de 2016 à Rio de Janeiro
  -  Médaille d'or en moins de 77 kg.

### Jeux olympiques de la jeunesse
- Haltérophilie aux Jeux olympiques de la jeunesse d'été de 2010  à Singapour
  -  Médaille d'or en moins de 69 kg.

### Championnats du monde d'haltérophilie
- Championnats du monde d'haltérophilie 2015 à Houston
  -  Médaille d'or en moins de 77 kg.